# 具毛素方花
具毛素方花（学名：Jasminum officinale var. piliferum）是木犀科素馨属素方花的变种。分布在中国大陆的西藏等地，生长于海拔2,600米至2,650米的地区，多生长于山谷及高山林中，目前尚未由人工引种栽培。

## 别名
毛素方花（西藏植物志）